# LEDE
Linux嵌入式开发环境项目（Linux Embedded Development Environment，LEDE），是路由器韌體專案OpenWRT的一個復刻分支專案，並繼承原來OpenWRT的開發目標。2018年1月LEDE和OpenWRT正式宣布合并，合并后的项目使用OpenWrt的名字、LEDE的源代码。

## 歷史
原OpenWRT開發者社區，已經長時間沒有關鍵性更新以及對新裝置的支援，而關於這些的討論也遲遲未有結果，這使得一群OpenWRT核心貢獻者感到不滿。2016年5月，大部分原OpenWRT社區的核心開發組成員決定另立新專案，暫時以「Linux Embedded Development Environment」（Linux嵌入式開發環境）作爲專案名稱，一年後才正式以暫定名稱的縮寫LEDE定名。LEDE的原始碼基本繼承原OpenWRT，但相應的開發者社區採用新的更具執行力的討論規定和決議流程。
2017年6月，LEDE社區和OpenWRT社區均同意將原OpenWRT專案合併至LEDE專案之中。LEDE專案的名號將不再使用，而是繼承原來OpenWRT的名號，但沿用LEDE社區的版規和流程規定。原始碼以LEDE專案為主線，以LEDE 17.x 爲基礎，將OpenWRT的原始碼逐步合併至LEDE Snapshot上，完成後將封存原OpenWRT的舊版本原始碼並不再維護（但最新的 15.05 CC 版仍然會獲得安全性更新），至2018年1月，原始碼已整合完成。對開發人員和使用者來說，一個明顯的標誌是，自2017年12月10日釋出的LEDE Snapshot版本中，其SSH登入歡迎資訊已經採用OpenWRT的標識。OpenWRT和LEDE的討論串、技術文檔等也在逐步合併中。

## 釋出版本
以下是LEDE釋出的正式版本（Release Ver.），不包括滾動更新的Snapshot版本。與OpenWRT（v15.x）使用3.4.x版Linux內核不同的是，LEDE（v17.x）所使用的Linux內核都是較新的4.x版（以4.4.x以及4.9.x長期支援版為主）
| 釋出組建號 | 釋出日期       | 版本號 | 備註                                                                               |
| ---------- | -------------- | ------ | ---------------------------------------------------------------------------------- |
| 17.01.0    | 2017年2月22日  | r3205  | 第一個正式版                                                                       |
| 17.01.1    | 2017年4月19日  | r3316  | 更新Linux內核至v4.4.61，包括錯誤修復和功能改進                                     |
| 17.01.2    | 2017年6月12日  | r3435  | 更新Linux內核至v4.4.71，安全性修復                                                 |
| 17.01.3    | 2017年10月3日  | r3534  | 更新Linux內核至v4.4.89，安全性修復                                                 |
| 17.01.4    | 2017年10月18日 | r3560  | 更新Linux內核至v4.4.92，安全性修復（包括KRACK，無論是作為客户端還是伺服器/基地台） |
| 17.01.5    | 2018年7月18日  | r3919  | 更新Linux內核至v4.4.140，安全性修復                                                |

至2017年12月，一共有845款路由器（包括同一型號不同硬體版本）有LEDE的支援。